# Brouzet-lès-Quissac
Brouzet-lès-Quissac è un comune francese di 239 abitanti situato nel dipartimento del Gard, nella regione dell'Occitania.

## Società

### Evoluzione demografica
Abitanti censiti